# Vince Staples
Vincent Jamal Staples (Compton, 2 juli 1993) is een Amerikaanse rapper en acteur. Hij is lid van het hiphoptrio Cutthroat Boyz samen met rappers Aston Matthews en Joey Fatts. Momenteel staat hij onder contract bij Blacksmith Records, ARTium Recordings en Def Jam Recordings.

## Jeugd
Staples werd geboren in Compton, Californië. Hij verhuisde naar Long Beach naar zijn moeder. Hij wilde verhuizen uit Compton vanwege de hoge misdaadcijfers. Staples heeft twee oudere broers en drie oudere zussen. Staples groeide op in armoede.

## Privéleven
Staples heeft verklaard dat hij nooit alcohol heeft gedronken of illegale drugs heeft gebruikt en dat hij een straight edge levensstijl volgt. Hij woont in Zuid-Californië.

## Discografie

### Studioalbums
- Summertime '06 (2015)
- Big Fish Theory (2017)
- FM! (2018)
- Ramona Park Broke My Heart (2022)
- Dark Times (2024)

### Mixtapes
- Shyne Coldchain Vol. 1 (2011)
- Winter In Prague (2012)
- Stolen Youth (2013)
- Shyne Coldchain II (2014)

### Ep's
- Hell Can Wait (2014)
- Prima Donna (2016)
- Vince Staples (2021)

## Filmografie
- Gemeinsame Normdatei: 107775602X
- International Standard Name Identifier: 0000 0004 2366 6059
- Library of Congress Control Number: no2013115300
- MusicBrainz: 78e854b8-9713-4ff2-9218-6b3784893bff
- Nationale Bibliotheek van Polen: a0000003607476
- Virtual International Authority File: 305410742
- WorldCat: E39PBJvhq3mkqcDhxypbV7Vpyd